# Сєнніков Анатолій Антонович
Анатолій Антонович Сєнніков (1931, хутір Зазерський, тепер Тацинського району Ростовської області, Російська Федерація — ?) — український радянський діяч, міністр м'ясної і молочної промисловості УРСР. Депутат Верховної Ради УРСР 8—9-го скликань. Член Ревізійної Комісії КПУ в 1971—1981 р. Кандидат економічних наук.

## Біографія
З 1949 року — учитель початкової школи.
Член КПРС з 1952 року.
Освіта вища. У 1953 році закінчив Харківський педагогічний інститут імені Крупської.
У 1953—1955 роках — 2-й, 1-й секретар Червонозаводського районного комітету ЛКСМУ міста Харкова.
У 1955—1964 року — голова колгоспу, директор радгоспу у Харківській області, директор птахорадгоспу «Яготинський» Київської області.
У листопаді 1964—1969 роках — начальник Управління птахівничої промисловості (Птахопрому) Української РСР.
У 1969—1970 роках — 1-й заступник міністра радгоспів Української РСР.
12 серпня 1970 — 8 грудня 1978 року — міністр м'ясної і молочної промисловості Української РСР.
Потім перейшов на науково-педагогічну роботу з перепідготовки і підвищення кваліфікації кадрів харчової промисловості, очолював кафедру економіки м'ясо-молочної промисловості Інституту підвищення кваліфікації керівних працівників і спеціалістів харчової промисловості УРСР.

## Нагороди
- орден Трудового Червоного Прапора (22.03.1966)
- ордени
- медалі